# Anno 2070
Anno 2070 is een stedenbouwsimulatie- en real-time strategyspel, ontwikkeld door Related Designs en Ubisoft Blue Byte en uitgegeven door Ubisoft. Het spel werd gelanceerd op 17 november 2011. Het is het vervolg op Anno 1404 en het vijfde deel uit de Anno serie. 

## Setting
Het is de eerste game uit de reeks die zich in de toekomst afspeelt, namelijk 2070. Door het opwarmen van de Aarde en het smelten van de ijskappen zijn vele gebieden ondergelopen, en worden vroeger onvruchtbare gebieden nu bewerkbaar. Doel is zich staande te houden in een wereld met wegkwijnende grondstoffen.

## Gameplay
Er zijn drie facties:
Eden Initiative (ook wel de Eco's genoemd): Ze zijn begaan met het milieu en proberen een groene economie en steden op te zetten. Hierdoor ontwikkelen ze trager en zijn ze minder efficiënt, al hebben ze wel een verzekerde toevoer van energie.
Global Trust (ook wel de Tycoon's genoemd): Werelds grootste energieleverancier. Ze vertrouwen op beproefde methodes, waardoor ze efficiënt en snel kunnen uitbreiden. Later kunnen ze echter geconfronteerd worden met hevige vervuiling en een tekort aan grondstoffen.
S.A.A.T. (oftewel de Tech's): Een onspeelbare factie, die research doet. Zowel Eden Initiative als Global Trust kunnen beroep op hen doen om nieuwe technologieën te ontwikkelen die hen voordelen oplevert. Ze hebben de techniek om onderwaternederzettingen te stichten.
Zoals in de vorige Anno-games is het de bedoeling om in een archipel van eilanden een nederzetting te stichten, met een bevolking. Die bevolking heeft bepaalde noden, en wanneer die vervuld worden, groeien ze naar een nieuw niveau. Dan worden nieuwe gebouwen beschikbaar. Wanneer de bevolking een nieuw niveau behaalt worden hun noden complexer, en moet de speler nieuwe productielijnen opzetten om eraan te voldoen. De speler is niet alleen, er zijn ook computerspelers die mee strijden om de eilanden en bijhorende grondstoffen te bemachtigen. Interactie met hen is mogelijk door handel, diplomatie en ook oorlog.
Nieuw in deze editie zijn de begrippen Energie en Eco(logische)-balans. Energie (elektriciteit) is nodig om de gebouwen op volle kracht te laten draaien. De Eco's gebruiken hernieuwbare energie zoals zonne-en windenergie, en de Tycoons maken gebruik van de beproefde methodes zoals kern en koolcentrales. Wanneer er een tekort is aan energie zal de productie hinder ondervinden.
De Ecologische balans geeft aan in hoeverre de nederzettingen invloed hebben op het milieu, de meeste productielijnen hebben een negatieve invloed. Wanneer de balans negatief is vergroot de kans op natuurrampen zoals tornado's, of een vervuilde bodem. Een positieve balans verhoogt dan weer de productie van boerderijen. Zowel de eco's als de tycoon's hebben manieren om de ecobalans te verbeteren, al hebben de eco's de betere middelen.

## Ontvangst
| \| Recensiescore \| Recensiescore \| \| Publicist \| Score \| \| --------------- \| ------------- \| \| Power Unlimited \| 80/100[1] \| |        |
| Recensiescore |        |
| Publicist | Score  |
| Power Unlimited | 80/100 |